# Ą̄́

Latinské písmeno Ą̄́

Ą̄́ (minuskule ą̄́) je speciální znak latinky. Nazývá se A s dvěma čárkami, vodorovnou čárkou a ocáskem. Požívá se v indiánském jazyce kaska, kterým se mluví v Kanadě.

## Unicode
V Unicode má Ą̄́ a ą̄́ tyto kódy:
- Ą̄́ <U+0104, U+0304, U+0301>

- ą̄́ <U+0105, U+0304, U+0301>